# ヤコブのアポクリュフォン
ヤコブのアポクリュフォンは、グノーシス文書の中の手紙の一つである。1945年にエジプトの土中から見つかった『ナグ・ハマディ写本』群に含まれていた文書である。
成立年代は確定できないとされている。一世紀後半から二世紀初めという時期を想定する見解もある。